# Gregor Bialowas
Gregor Bialowas (26 agosto 1959) è un ex sollevatore austriaco che ha gareggiato nella categoria dei pesi leggeri.

## Carriera
Vinse la medaglia di bronzo ai campionati europei del 1982 di Lubiana, che valevano anche come campionati mondiali. Partecipò ai Giochi olimpici di Los Angeles nel 1984, valevoli anche come campionati mondiali, classificandosi all'11º posto.